# Герб Подляского воеводства
Герб Подляского воеводства (пол. Herb Województwa Podlaskiego) — один из официальных символов Подляского воеводства Польши. Утверждён Постановлением Сеймика Подляского воеводства № XXXIII/251/01 от 19 февраля 2001 года.

## Описание
Описание герба Подляского воеводства:

Герб Подляского воеводства изображает на красном двудольном щите в поле верхнем орла серебряного с золотым клювом, с такими же лапами и золотой короной на голове, в поле нижнем рыцаря на белом коне, в серебряных доспехах и в таком же шлеме, с мечом серебряным с золотой рукоятью, поднятым вверх в правой руке, на левом плече держащего синий щит с двойным золотым крестом на синем поле. Рыцарская шпора и конская сбруя золотые, седло и чепрак конский синие.
Оригинальный текст (пол.)Herb Województwa Podlaskiego przedstawia na tarczy czerwonej dwudzielnej w pas w polu górnym Orła srebrnego z dziobem złotym, takimiż łapami oraz złotą koroną na głowie, w polu dolnym rycerza na koniu białym, w zbroi srebrnej i w takimż szyszaku, z mieczem srebrnym o złotej rękojeści wzniesionym w prawej ręce, na lewym ramieniu trzymającego tarczę błękitną z podwójnym krzyżem złotym na błękitnym polu. Ostroga rycerza i uprząż końską złote, siodło i czaprak koński błękitne.— Herb Województwa Podlaskiego.
В верхней части герба Подляского воеводства находится изображение белого орла — главного элемента герба Польши, в нижней части — элемент  герба Погоня Великого княжества Литовского, что символизирует географический и политический статус Подлясья. 
Автором современного герба Подляского воеводства является польский художник-график Тадеуш Гайл.